# John Edward Chalmers McCandlish
John Edward Chalmers McCandlish, britanski general, * 1901, † 1974.